# 岩手開発鉄道DB15形ディーゼル機関車
岩手開発鉄道DB15形ディーゼル機関車（いわてかいはつてつどうDB15がたディーゼルきかんしゃ）は、岩手開発鉄道でかつて運用されていたディーゼル機関車である。
岩手開発鉄道で最初の新造ディーゼル機関車で、1両（DB1511）が在籍した。
DB15形の15は自重15tの意味である。車番の11の最初の1は、岩手開発鉄道のディーゼル機関車の連番で、1形式目を意味する。

## 概要
赤崎線のセメント運搬列車の専用機として、1957年に新三菱重工業で製造されたL字形ディーゼル機関車である。
1970年にDD4341が赤崎線のセメント運搬列車の専用機となると、小野田セメント大船渡工場の入換機となり1973年1月に廃車となった。

## 主要諸元
- 全長：6,325mm
- 全幅：2,550mm
- 全高：3,019mm
- 自重：15.0t
- 機関：DE13L（150ps）1基
- 軸配置：B